# Турчин Лука
Лука́ Ту́рчин (27 жовтня 1881, Великий Глибочок, нині Тернопільського району Тернопільської області — 15 грудня 1951, Львів) — український учений, педагог, громадський діяч. Доктор філософії. Дійсний член НТШ.

## Життєпис
Народився 27 жовтня 1881 року в с. Великий Глибочок (Тернопільський повіт, Королівство Галичини та Володимирії, Австро-Угорщина, нині Тернопільського району Тернопільської області, Україна).
Навчався в гімназії у Тернополі та українській у Перемишлі (нині місто в Польщі), в університетах міст Відень і Ґрац (обидва — Австрія) студіював німецьку і класичні мови.
У 1908–1909 н.р. почав викладати польську та німецьку мови в академічної гімназії у м. Львів.
Під час Першої світової війни служив у австрійській армії; згодом — сотник УГА.
Працював викладачем польськомовної та 2-ї української гімназії у Львові.
1939–1941 — викладач Львівського торговельно-економічного інституту, професор, 1942–1944 — в агрономічній школі у с. Дубляни (нині Львівський національний аграрний університет, Дубляни — місто Жовківського району Львівської області).
24 липня 1941 року Львові Рада сеньйорів проголошує себе Українською національною радою — головною національною організацією. Президентом Української національної ради обраний митрополит Андрей Шептицький, головою — Кость Левицький, його заступниками — Юліян Дзерович та професор Лука Турчин.

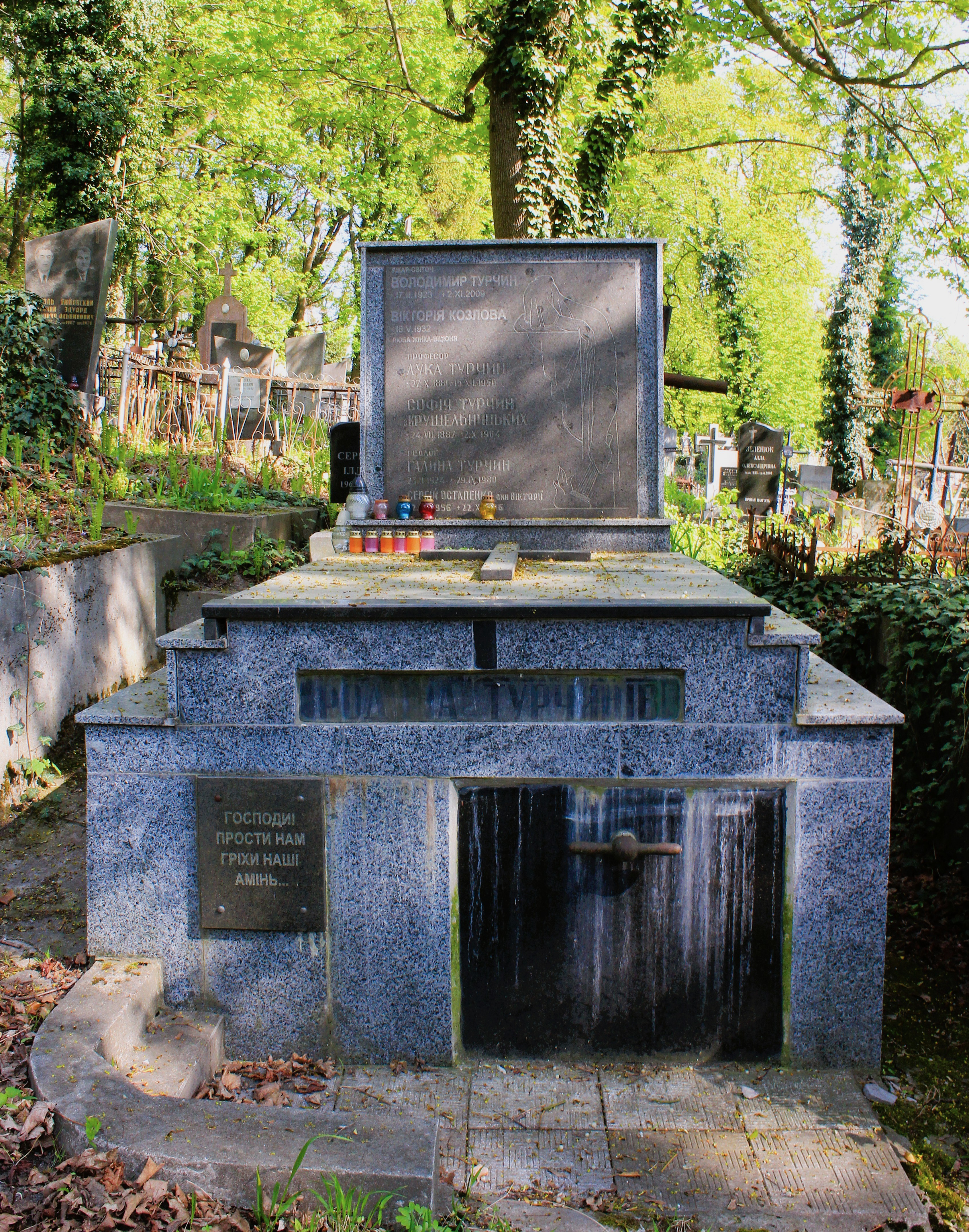
Гробниця родини Турчинів на Личаківському цвинтарі.

Помер 15 грудня 1951 року у Львові. Похований у родинній гробниці, на 33 полі Личаківського цвинтаря.

## Праці
Автор наукових праць і спогадів.